# 徳宏タイ族チンポー族自治州
徳宏タイ族チンポー族自治州（とっこう-タイぞく-チンポーぞく-じちしゅう）は中華人民共和国雲南省に位置する自治州。名称に含まれているタイ族はタイ王国の主体民族の小タイ族（泰族）ではなく、雲南省に住むシャン族系（傣族）のタイ・ルー族である。チンポー族はミャンマーのカチン州に住むカチン族と呼ばれる民族である。また、ミャンマーと国境を接する地理的な観点から中緬貿易の拠点となる口岸が多数位置する。

## 地理
梁河県を除く、北西部から西部、南東部にかかる4つの行政管轄下となる盈江県、隴川県、瑞麗市、芒市がミャンマー国カチン州・シャン州と国境を接している。盈江県内は、東部から南東部にかけて大盈江が流れ、また芒市内は国際河川である怒江流域や瑞麗江流域に位置する。芒究ダムがある。

## 行政区画
2県級市・3県を管轄する。
- 県級市：
  - 芒市・瑞麗市
- 県：
  - 梁河県・盈江県・隴川県

| 徳宏タイ族チンポー族自治州の地図 |
| -------------------------------- |
| 瑞麗市 芒市 梁河県 盈江県 隴川県 |

### 年表
この節の出典

#### 徳宏タイ族チンポー族自治区
- 1954年9月11日 - 雲南省保山専区潞西県・盈江県・蓮山県・隴川県・瑞麗県・梁河県を編入。徳宏タイ族チンポー族自治区が成立。(6県)
- 1956年4月29日 - 徳宏タイ族チンポー族自治区が徳宏タイ族チンポー族自治州に改称。

#### 徳宏タイ族チンポー族自治州
- 1956年4月29日 - 徳宏タイ族チンポー族自治区が徳宏タイ族チンポー族自治州に改称。(10県1鎮)
  - 保山専区保山県・騰衝県・昌寧県・竜陵県・畹町鎮を編入。
- 1958年10月22日 - 梁河県が騰衝県・隴川県・盈江県・潞西県に分割編入。(9県1鎮)
- 1960年9月13日 - 蓮山県が盈江県に編入。(8県1鎮)
- 1961年4月15日 - 騰衝県・盈江県の各一部が合併し、梁河県が発足。(9県1鎮)
- 1962年12月1日 - 保山県の一部が分立し、施甸県が発足。(10県1鎮)
- 1963年12月18日 - 保山県・施甸県・竜陵県・騰衝県・昌寧県が保山専区に編入。(5県1鎮)
- 1985年1月31日 - 畹町鎮が市制施行し、畹町市となる。(1市5県)
- 1992年6月26日 - 瑞麗県が市制施行し、瑞麗市となる。(2市4県)
- 1996年10月28日 - 潞西県が市制施行し、潞西市となる。(3市3県)
- 1999年1月1日 - 畹町市が瑞麗市に編入。(2市3県)
- 2010年7月12日 - 潞西市が芒市に改称。(2市3県)

## 産業

### 国境貿易
- 瑞麗口岸

中国・ミャンマー国境の瑞麗市にある国境検問所。アジアハイウェイ14号線のシュウェリ川に架かる姐告大橋を渡った先に検問所がある。検問所を通過するとミャンマーのミューズとなる。

## 交通

### 航空
- 徳宏芒市空港
- 瑞麗景成ヘリポート（中国語版）

### 鉄道
- 中国鉄路総公司
  - 中国鉄路昆明局集団公司
    - 大瑞線（建設中）

### 道路
- 高速道路
  - 杭瑞高速道路
  - S47 瑞隴高速道路

- 国道
  - G320国道
  - G556国道

- 省道
  -  332省道
  -  333省道
  -  334省道

## 健康・医療・衛生
| - 芒市人民医院 - 芒市交通医院 - 芒市中西医結合医院 - 芒市婦幼保健院 - 瑞麗市第二人民医院 - 瑞麗市婦幼保健院 | - 梁河県人民医院 - 梁河県婦幼保健院 - 盈江県中医院 - 盈江県婦幼保健院 - 隴川県人民医院 - 隴川県中医医院 - 隴川県婦幼保健院 |  |